# Teleférico de Londres
El Teleférico de Londres, —(del inglés: London Cable Car) y denominado por razones de patrocinio como IFS Cloud Cable Car— es una línea de teleférico que atraviesa el río Támesis, en la ciudad de Londres (Reino Unido). Fue inaugurado el 28 de junio de 2012 y es operado por la entidad municipal Transport for London (TfL). 
El servicio comprende un recorrido de aproximadamente un kilómetro en coches de tipo telecabina, atravesando el Támesis desde la Península de Greenwich hasta los Royal Docks y el Centro de exposiciones ExCeL. Además de como servicio de transporte, se promociona fundamentalmente como un atractivo turístico que ofrece vistas panorámicas de la ciudad. Desde esta perspectiva aérea se pueden observar los rascacielos Canary Wharf, el parque olímpico Reina Isabel, o el estadio O2 Arena.
El teleférico se basa en la tecnología mono cable góndola desmontable (MDG), un sistema que utiliza un solo cable para la propulsión y el apoyo.

## Historia
El 4 de julio de 2010 “Transporte de Londres” anunció los planes acerca de un teleférico que atravesaría sobre el Río Támesis. Es el primer teleférico urbano construido en el Reino Unido y también en Londres. El teleférico ha sido diseñado por  Wilkinson Eyre Architects, Expedition Engineering y Buro Happold, que cruza el río a una altura de 90 metros (300 pies), superando la altura de la cercana O2 Arena. El teleférico brinda una travesía cada 15 segundos, con una capacidad máxima de 2.500 pasajeros por hora en cada dirección, cerca de 50 cabinas. Las bicicletas pueden ser transportadas, pero los patinetes eléctricos no. Los pasajeros pueden pagar por sus viajes con tarjetas Oyster Card “pay-as-you-go”. Está abierto todo los días, aunque el horario cambia depende del día de la semana que sea y la estación del año en la que te encuentres.
Un plan de aplicación se presentó a la ciudad de Newham, en octubre de 2010 para la "construcción de un teleférico de una longitud de 1.100 metros sobre el río Támesis desde el norte de la Península de Woolwich a Royal Victoria Dock a una distancia mínima de 54,1 metros sobre el promedio de manantiales de agua alta "mean high water springs ". La aplicación listaba las estructuras planeadas para el servicio en el lado norte del Támesis como 87 metros de la torre principal de norte a Clyde Wharf, unos 66 metros al norte de la torre intermedia al sur de la  Docklands Light Railway puestas más o menos a mitad de camino entre las estaciones de Canning Town y West Silvertown, una estación de dos plantas en góndola y "protección contra impactos de barco" en el Royal Victoria Dock. Al sur del río hay una  torre de soporte principal a 60 metros de una estación de embarque en el aparcamiento del estadio O2 Arena.
Cuando se anunció el proyecto, el presupuesto inicial del TFL fue de 25 millones de libras esterlinas, anunciaron que este sería enteramente financiado por la financiación privada. Esta cifra fue revisada primero a los 45 millones de libras, y en septiembre de 2011 se había más que duplicado a 60 millones de libras esterlinas. Según los informes, porque TfL no había incluido los gastos de asesoramiento jurídico, proyecto gestión, adquisición de tierras y otros costos. TfL planeaba compensar el déficit mediante el pago para el proyecto de presupuesto London Rail, la solicitud de financiación del Fondo Europeo de Desarrollo Regional y la búsqueda de patrocinio comercial. €9.7 m de la ayuda del FEDER, de un estimado de €65.56 m presupuesto total, se acordó el 9 de julio de 2012
En enero del 2011 News International  estaba planeando invertir en el proyecto pero poco después retiró su oferta. En octubre de 2011 fue anunciado que la aerolínea basada en Dubái, Emirates daría £36 millones en 10 años que se acordaron del patrocinio, el cual incluye el mantenimiento de los servicios del teleférico con el nombre de la aerolínea.

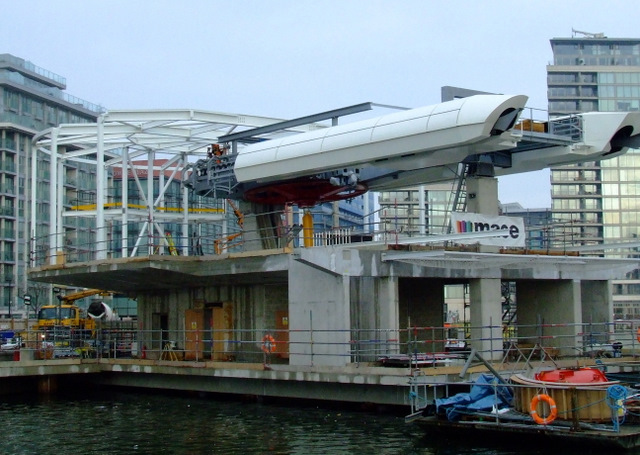
La terminal noreste en construcción al lado del Royal Victoria Dock, febrero de 2012

La construcción se inició en agosto del 2011 con Mace Group Ltd como el líder constructor. Mace construyó el teleférico con un valor de 45 millones de libras esterlinas y fue operado por los primeros tres años con un costo de 5,5 millones de libras esterlinas. La construcción inició gracias al patrocinio de Emirates, que cubrirán 36 millones de libras esterlinas del costo total y el resto sería cubierto por otros patrocinadores o personas. En el 2011, el teleférico fue el sistema de cables más caro que se construyera.

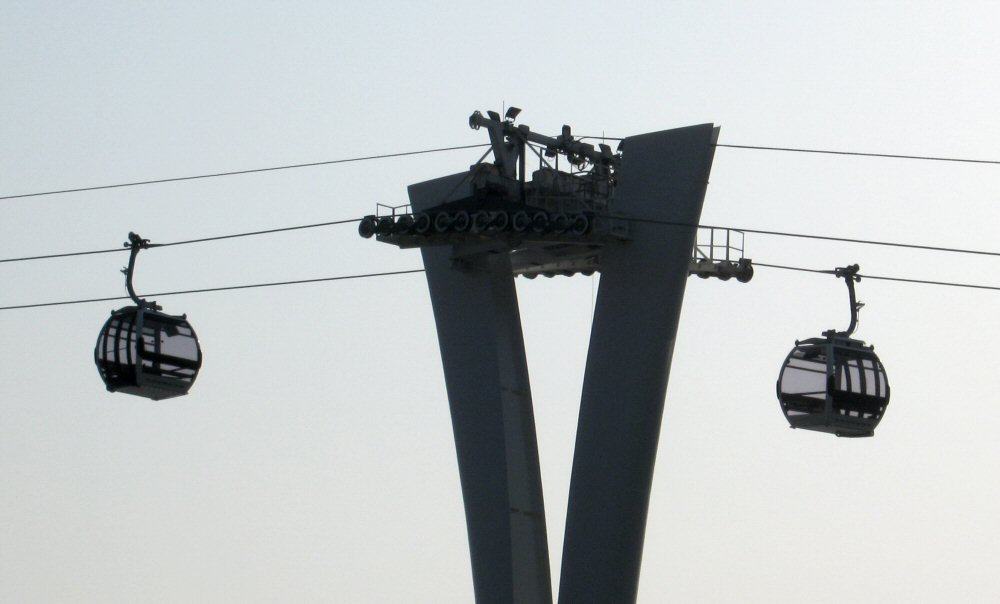
Dos góndolas acercándose a la torre intermedia norte

En mayo del 2012, TfL dijo que el teleférico estaría habilitado para funcionar en el verano del mismo año y que originalmente no se tenía planes de mantenerlo abierto después de los Juegos Olímpicos de 2012, pero se harían nuevos planes en caso de que se mantuviera abierto. La apertura al público fue en la tarde del 28 de junio de 2012. TfL informó que el total de la inversión en este proyecto fue cerca de 60 millones de libras esterlinas, de los cuales 45 millones de libras esterlinas fueron para la construcción de las torres. Se estimó que tiene una capacidad de transportar 2.500 personas por hora.
Se tienen 36 góndolas para los pasajeros, de las cuales 34 están en uso con una capacidad máxima de 10 personas por góndola. Las otras dos góndolas están reservadas para el uso exclusivo de los ingenieros y el personal de mantenimiento.

## Marca

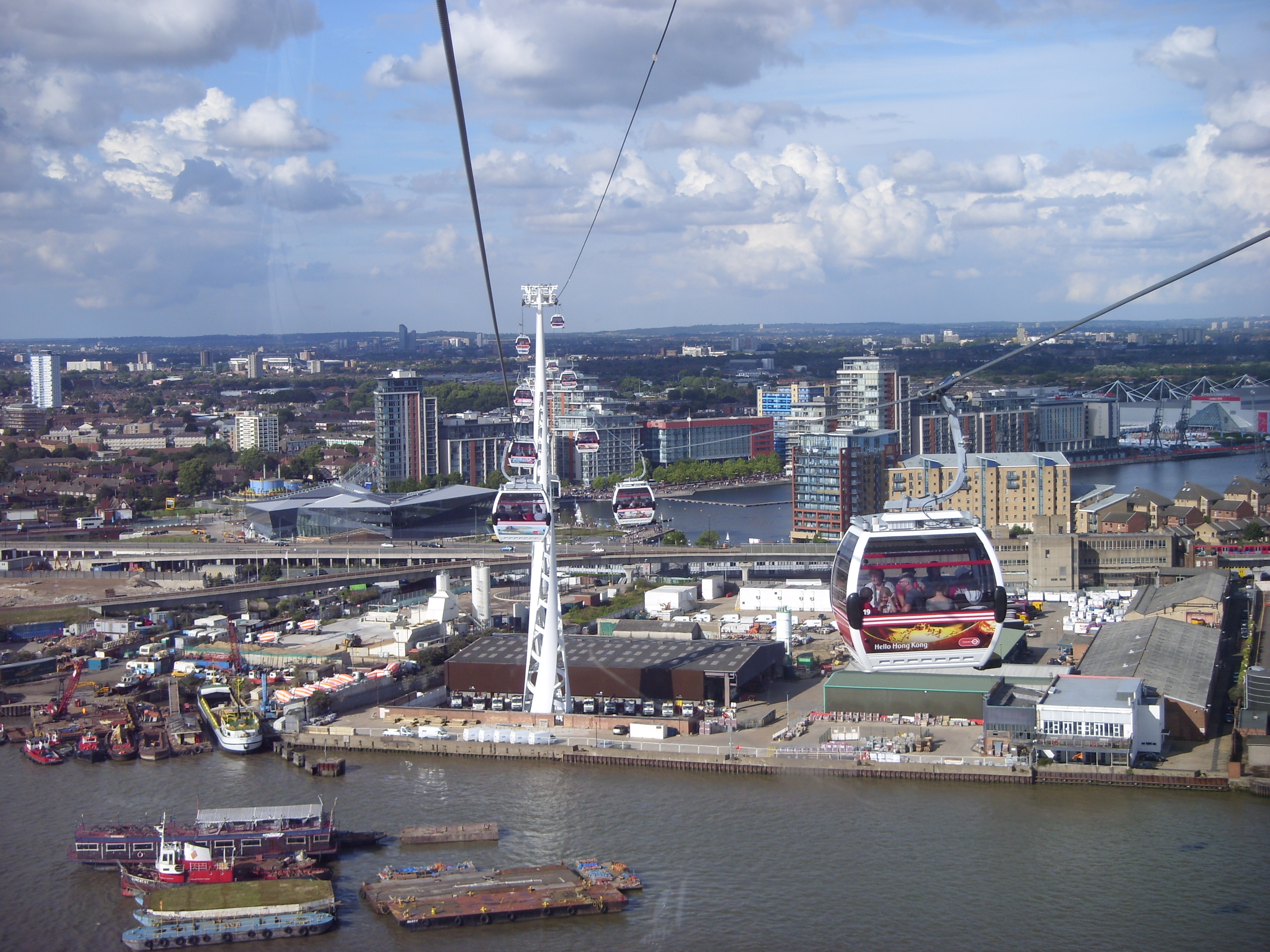
Vista desde un telecabina hacia ExCeL.

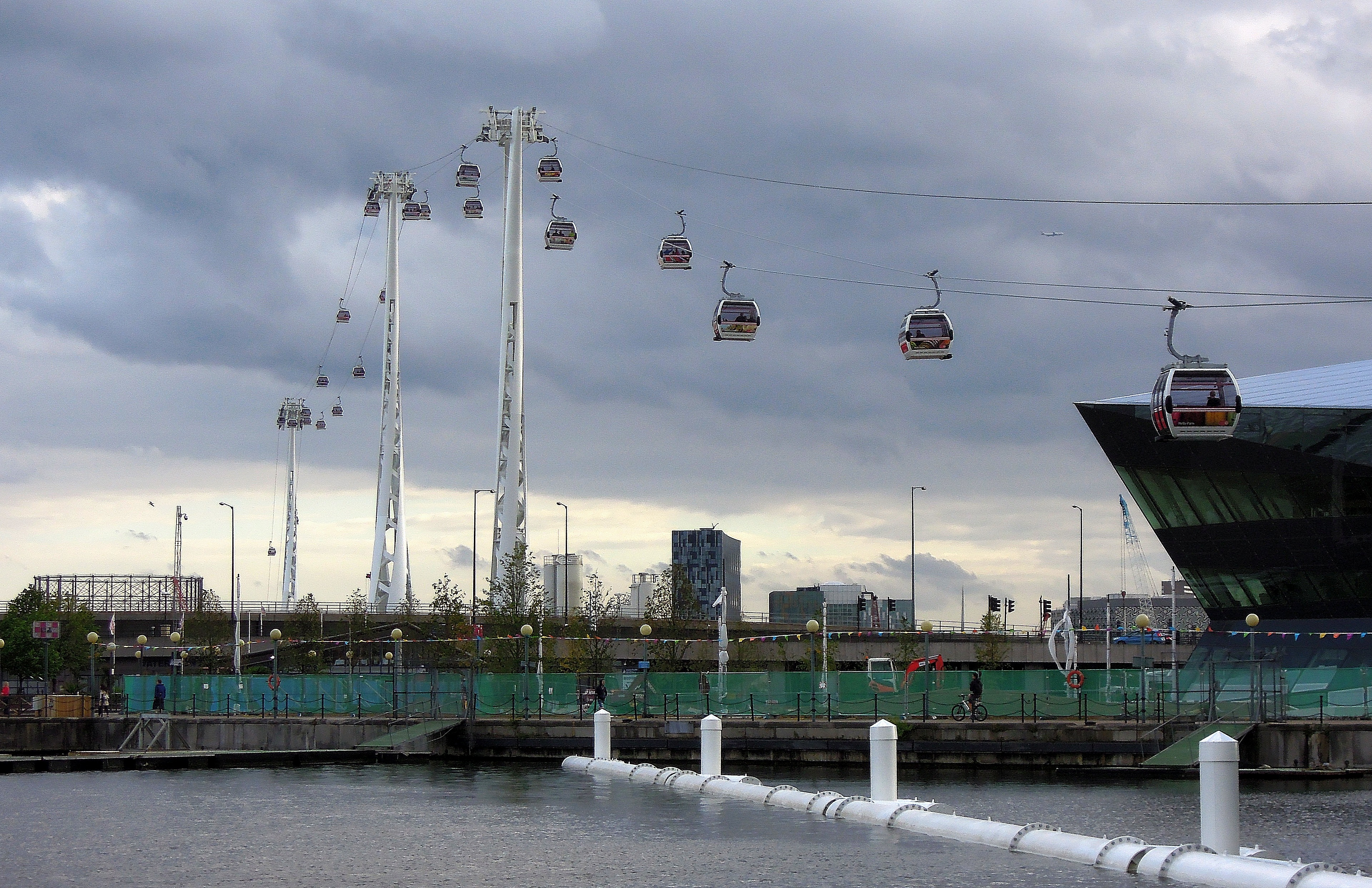
Vista de teleférico Vitoria Royal Dock.

La ruta de la aerolínea Emirates fue introducida dentro del Mapa del Metro de Londres en junio de 2012. Es la primera en mostrar el logotipo de la empresa patrocinadora en el mapa. Similar a la representación del ferrocarril Docklands Light, la ruta del teleférico se muestra como una triple raya roja en lugar de una línea sólida, para distinguirla de las líneas del Metro de Londres. El logo oficial es un cartucho rojo que contiene el logotipo de Emirates y el círculo de TfL, para mostrar el patrocinio corporativo de la compañía aérea. Al igual que el marketing de London Eye, el tránsito del teleférico se refiere como un "vuelo" y la literatura de marketing toma prestado el lenguaje de la industria aérea, tal como una referencia a la  "tarjeta de embarque".
Las envolturas fueron diseñadas por la agencia de publicidad basada en Brighton, Studio Am.[cita requerida] Cada teleférico representa un destino diferente que vuela Emirates, con los gráficos basados en la fotografía abstracta para representar las diferentes ciudades.[cita requerida]

## Tarifas
Desde la apertura la tarifa fue de £4,40 por un boleto de viaje sencillo, o de £3,30 pagando con Oyster card, o presentando un vale para no pagar o una Travelcard (El teleférico no está integrado al sistema de billetes de TfL). Para motivar su uso en la comunidad, además de descuentos puedes adquirir el abono de "Viajero frecuente" que te permite hacer uso de 10 viajes en un periodo de 12 meses. La Asamblea de Londres y los Demócratas liberales llamaron para una integración total.
|         | Viaje sencillo | Presentando Oyster o Travelcard | "Viajero frecuente" |
| ------- | -------------- | ------------------------------- | ------------------- |
| Adultos | £4.40          | £3.30                           | £16.00              |
| Niños   | £2.30          | £1.70                           | n/a                 |

## Estaciones

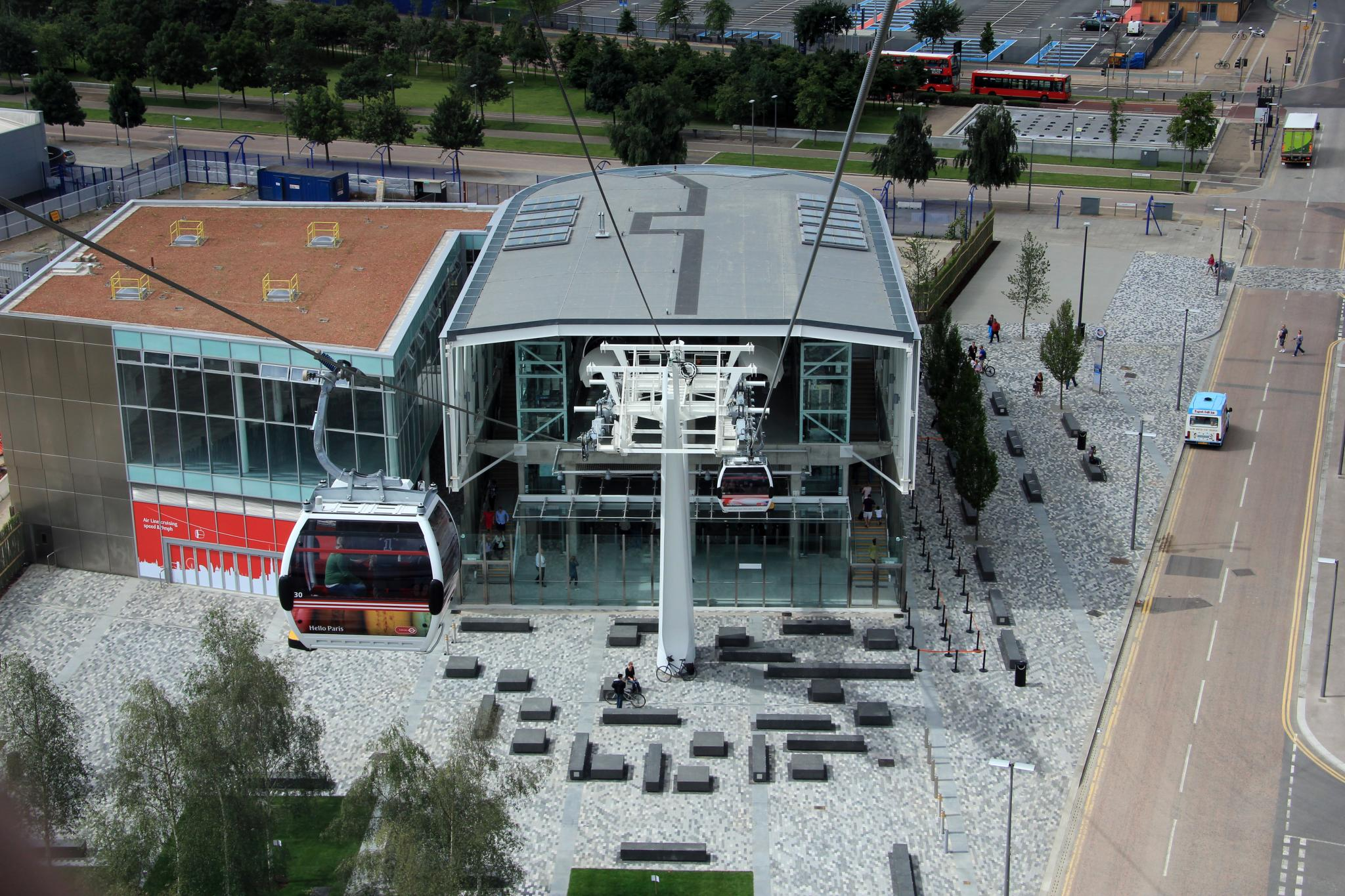
Vistas desde el teleférico de la península de Greenwich, Londres, 2012.

### Royal Docks
El extremo oriental de la línea del teleférico (51,5077°N 0,0178°E) se encuentra en la Royal Docks, el hogar de la ExCeL Londres, que fue sede de una serie de artes marciales, boxeo y eventos de levantamiento de pesas en los Juegos Olímpicos de Londres 2012. El intercambio más cercano a la Docklands Light Railway está en la estación Royal Victoria.

### Península de Greenwich
El extremo occidental de la línea de teleférico está a una corta distancia de la arena O2 (Londres), que fue sede de la gimnasia artística y eventos de baloncesto de los Juegos Olímpicos de 2012 . El intercambio más cercano es en la estación de North Greenwich. Los servicios más cercanos son Los Servicios de London River que están en North Greenwich Pier y los autobuses de Londres.

## Información sobre uso
A partir del 9 de febrero de 2013 se han registrado 1.815.212 viajes de pasajeros desde su apertura. El promedio de estos viajes para el período entre el 16 de septiembre de 2012 y el 9 de febrero de 2013 tuvo una mediana de 31.601 a la semana y una mediana de 30.667. El uso más alto durante ese período fue por un caso diferente de 70.704 para la semana que terminó el 3 de noviembre de 2012, y el uso más bajo fue de 14.755 para la semana que terminó el 2 de febrero de 2013. La tendencia a lo largo del tiempo está a la baja. Cuatro usuarios habituales han tenido boletos con un descuento para cinco o más viajes por semana.

## Críticas
Las críticos del teleférico han descartado a éste como una solución poco práctica a la cual recurrirán los turistas en las horas punta, pero es poco probable que atraiga a un gran número de viajeros cercanos o locales que cruzan los ríos debido a su ubicación y el costo de los billetes. Otra crítica que envuelve al proyecto es el costo de 24 millones más de euros para los contribuyentes, causada por un sobrecoste del presupuesto. Boris Johnson, el alcalde de Londres, había dicho que originalmente el costo del plan no sería suscrito por los contribuyentes.Los defensores del senderismo y el ciclismo están a favor del plan patrocinado por Sustrans que consiste en un puente para caminar y andar en bici al este del Puente de la Torre entre Rotherhithe y el muelle de Canarias.
En noviembre del 2012, después de los Juegos Olímpicos, el número de pasajeros se redujo a menos del 10% de la capacidad. Menos del 0,01% de los viajes que se hicieron fueron pasajes regulares designados para las persones de la comunidad.
El esquema también fue criticado porque su contrato prohíbe el uso de fondos de Israel, que los Emiratos Árabes Unidos no reconoce diplomáticamente. "(i) cualquier competidor; o (ii) cualquier persona que sea nacional de ahí, o quien esté registrado, incorporado, establecido o cuyo principal lugar de negocios se encuentra en un país con el que los Emiratos Árabes Unidos no lo hace en la fecha de este contrato o en cualquier punto relevante durante el plazo a mantener relaciones diplomáticas.'